# Michael Wolf (Fotograf)
Michael Wolf (* 30. Juli 1954 in München; † 24. April 2019 in Hongkong) war ein deutsch-amerikanischer Fotograf.

## Leben
Michael Wolf wuchs in Kalifornien auf. Er studierte an der University of California, Berkeley und an der Folkwang-Hochschule in Essen. 1994 ging er für den Stern als Fotoreporter nach Hongkong. Wolf lebte zehn Jahre in China. Später lebte er mit seiner Familie in Paris. Er arbeitete als freier Fotograf.
Seine Installation The Real Toy Story war in Hongkong, Chicago und im Hamburger Museum der Arbeit zu sehen. 2005 erhielt er einen World-Press-Photo-Award in der Kategorie Contemporary Issues Stories. Nach seiner Reihe von U-Bahn- und Hochhaus-Bildern aus Tokio und Hongkong veröffentlichte er 2011 seine von Google Street View abfotografierten, stark vergrößerten Bildausschnitte von Zufallsfunden. Für seine Serie von zufälligen Ereignissen auf Google-Street-View-Bildern erhielt er 2011 beim World Press Photo Award eine Honorable mention, eine ehrenvolle Erwähnung.
Von November 2018 bis Januar 2019 hatte Wolf eine große Ausstellung im Haus der Photographie in den Hamburger Deichtorhallen: Michael Wolf. Life in cities, in Kooperation mit dem Fotomuseum Den Haag, kuratiert von Wim van Sinderen. Diese letzte von Michael Wolf selbst autorisierte Werkschau wurde von Juni bis August 2019 in der Urania Berlin gezeigt.
Wolfs Arbeiten befinden sich in zahlreichen Museumssammlungen, darunter im Museum Folkwang in Essen, im Rijksmuseum in Amsterdam, im Metropolitan Museum of Art in New York und im Museum of Contemporary Photography in Chicago.
Über seine Arbeit Cheung Chau Sunrises #57 sagte Kat Yeung, Chefredakteurin der Vogue Hong Kong:  a „[…] Der auf wunderschöne und poetische Weise von Fotograf Michael Wolf eingefangene Sonnenaufgang symbolisiert, dass wir alle unter demselben Himmel leben – ganz gleich, wer wir sind oder wo wir leben.“
Wolf starb in seiner Wohnung auf der Insel Cheung Chau in Hongkong, wo er seit 1994 mit seiner Frau Barbara Wolf gelebt hatte. Aus der Ehe stammte ein Sohn.

## Ehrungen und Auszeichnungen
- 2005: World Press Photo Award: 2005 Photo Contest, Contemporary Issues, Stories, 1st prize[6]
- 2010: World Press Photo Award: 2010 Photo Contest, Daily Life, Singles, 1st prize[7]
- 2011: World Press Photo Award: 2011 Photo Contest, Contemporary Issues, Stories, Honorable Mention[8]
- 2012: Deutscher Fotobuchpreis für A Series of Unfortunate Events

## Werke (Auswahl)
- zusammen mit Harald Maass: China im Wandel, Frederking & Thaler Verlag München 2001, ISBN 978-3-89405-455-7
- Chinese Propaganda Posters: Portfolio, Taschen Verlag 2004, ISBN 978-3-8228-3472-5
- Real Fake Art, Peperoni Books Berlin 2011, ISBN 978-3-941825-20-8
- Architecture of Density, Peperoni Books 2012, ISBN 3-941825-05-4

- zusammen mit Lam Yik Fei: Hong Kong Umbrella, Peperoni Books Berlin 2015, ISBN 978-3-941825-75-8
- Tokyo compression final cut, Peperoni Books 2017, ISBN 978-3-941249-09-7
- Michael Wolf Works, Peperoni Books 2017, ISBN 978-3-941249-20-2
- Hong Kong Storage, Peperoni Books 2017, ISBN 978-3-941249-10-3
- Cheung Chau Sunrises Buchkunst Berlin, 2019, ISBN 978-3-9819805-5-4

## Ausstellungen
- 2021: Michael Wolf Bottrop Ebel, Forum für Fotografie Köln
- 2020: Spotlight on Michael Wolf, Flowers Gallery, Sheung Wan, Hong Kong[9]
- 2018/19: Michael Wolf, Deichtorhallen, Hamburg[10]
- 2017/18: Life in Cities - continued, Christophe Guye Galerie, Zürich, Schweiz
- 2017: Michael Wolf, Les Rencontres de la Photographie, Arles[11]
- 2014: Urban Spirit, Christophe Guye Galerie, Zürich, Schweiz
- 2011/12: Life in Cities - continued, Christophe Guye Galerie, Zürich, Schweiz
- 2011: 3. Prix Pictet, Christophe Guye Galerie, Zürich, Schweiz

## Anmerkung
| Personendaten    | Personendaten                      |
| ---------------- | ---------------------------------- |
| NAME             | Wolf, Michael                      |
| KURZBESCHREIBUNG | deutsch-US-amerikanischer Fotograf |
| GEBURTSDATUM     | 30. Juli 1954                      |
| GEBURTSORT       | München                            |
| STERBEDATUM      | 24. April 2019                     |
| STERBEORT        | Hongkong                           |